# Tomokazu Myojin
Tomokazu Myojin - em japonês:  明神 智和 - Myōjin Tomokazu (Kobe, 24 de janeiro de 1978) é um futebolista profissional japonês, que atua como volante. Atualmente, defende o Nagano Parceiro.

## Carreira

### Kashiwa Reysol
Myojin se profissionalizou no Kashiwa Reysol, em 1996. Pelo clube, onde atuou até 2005, jogou 252 partidas e marcou 14 gols. O único título que obteve com o Reysol foi a Copa da Liga Japonesa, em 2000.

### Uma década no Gamba Osaka
Em 2006, assinou com o Gamba Osaka. Em uma década jogando pela equipe, viveu sua melhor fase na carreira ao conquistar 10 títulos (uma Liga dos Campeões da Ásia, um Campeonato Pan-Pacífico, 4 Copas do Imperador, uma Copa da Liga e 2 Supercopas, além da J-League de 2014, a única de sua carreira), No total, foram 250 partidas e 14 gols feitos pelo volante ao vestir a camisa do Gamba.

### Despedida do Gamba e ida ao Grampus
Aos 37 anos, Myojin não renovou seu contrato com o Gamba Osaka e chegou a ter o cargo de treinador oferecido, mas ele optou em seguir jogando profissionalmente. Em janeiro de 2016, assinou com o Nagoya Grampus, mas ele disputou apenas 15 partidas e, ao término do vínculo, encerrou a carreira em 2017.

### Volta aos gramados
Porém, no mesmo ano, o volante regressou aos gramados ao ser contratado pelo Nagano Parceiro, equipe que disputa a J3, a terceira divisão japonesa.

## Seleção
Myojin integrou a Seleção Japonesa de Futebol na Copa da Ásia de 2000 no Líbano, sendo campeão. Esteve ainda na Copa de 2002, participando de 3 jogos.

## Títulos
Kashiwa Reysol
- Copa da J. League – 1999

Gamba Osaka
- Liga dos Campeões da  – 2008
- Campeonato Pan-Pacifico – 2008
- J. League - 2014
- Copa do Imperador  – 2008, 2009, 2014
- Copa da J. League – 2007
- Super Copa do Japão – 2007, 2015

Japão
- Copa da Ásia – 2000